# Zwaring-Pöls
Zwaring-Pöls ist eine ehemalige Gemeinde mit 1587 Einwohnern (Stand 1. Jänner 2015) in der Steiermark. Seit 1. Jänner 2015 ist sie im Rahmen der Gemeindestrukturreform mit der Gemeinde Dobl zusammengeschlossen, die neue Gemeinde führt den Namen „Dobl-Zwaring“.

## Geografie

### Geografische Lage
Zwaring-Pöls war die südlichste Gemeinde im Bezirk Graz-Umgebung im österreichischen Bundesland Steiermark. Das Gebiet liegt in der Weststeiermark, circa 15 km südlich der Landeshauptstadt Graz und wird von der Kainach, einem Nebenfluss der Mur, durchflossen. Im Osten und Norden wird das ehemalige Gemeindegebiet vom Kaiserwald bestimmt.

### Ehemalige Gemeindegliederung
Katastralgemeinden (Fläche Stand 31. Dezember 2023):
- Dietersdorf (695,7 ha)
- Lamberg (54,77 ha)
- Pöls (327,31 ha)
- Wuschan (351,05 ha)
- Zwaring (968,28 ha)

Ortschaften (in Klammern Einwohnerzahl Stand 1. Jänner 2024):
- Dietersdorf (304)
- Fading (217)
- Lamberg (112)
- Pöls an der Wieserbahn (162)
- Steindorf (193)
- Wuschan (207)
- Zwaring (427)

### Eingemeindungen
Die Gemeinden Zwaring und Pöls wurden am 1. Jänner 1968 zusammengelegt. Am 1. Jänner 2015 wurde die Gemeinde mit Dobl zur neuen Marktgemeinde Dobl-Zwaring fusioniert.

### Ehemalige Nachbargemeinden
| Dobl                         | Unterpremstätten                            | Zettling   |
| Sankt Josef (Weststeiermark) | Kompassrose, die auf Nachbargemeinden zeigt | Wundschuh  |
| Preding                      | Hengsberg                                   | Weitendorf |

## Geschichte
Der im Norden der Gemeinde gelegene Ortsteil Fading wird auf eine Siedlung in karolingischer Zeit zurückgeführt. Seine Siedlungsgeschichte ist eingehend untersucht. Der Name wird vom Vornamen „Fadi-“ abgeleitet, der die Bedeutung „Mann“ im Sinn von „Krieger, Held“ hat. Namen auf „-ing“ können, wenn sie sich auf Orts- oder Personennamen zurückführen lassen, im deutschen Sprachraum Belege für Siedlungen aus dem 7. bis 9. Jahrhundert bilden.
Die Ortsgemeinden Zwaring und Pöls als autonome Körperschaften entstanden 1850. Nach der Annexion Österreichs 1938 kamen die Gemeinden zum Reichsgau Steiermark, 1945 bis 1955 waren sie Teil der britischen Besatzungszone in Österreich.
Die damalige Gemeinde Pöls an der Wieserbahn wurde mit 1. Jänner 1957 aus dem Bezirk Leibnitz in den Bezirk Graz-Umgebung übernommen.
Die Gemeinden Zwaring und Pöls wurden am 1. Jänner 1968 auf Vorschlag der Bezirkshauptmannschaft Graz-Umgebung zusammengelegt. Beide Gemeinden stimmen im Oktober 1967 für die freiwillige Zusammenlegung, da sie dadurch einen höheren Anteil der Steuereinnahmen erhielten. Lediglich bei der Festlegung des Gemeindenamens herrschte Uneinigkeit. Während die Gemeinde Zwaring und die Bezirkshauptmannschaft für Zwaring-Pöls plädierten, sprach sich die Gemeinde Pöls für Pöls-Zwaring aus, da das 1244 erstmals erwähnte Pöls der ältere Gemeindeteil war und da Zwaring-Pöls alphabetisch am Ende der Gemeinden im Bezirk Graz-Umgebung stand.
Am 1. Jänner 2015 wurde die Gemeinde Zwaring-Pöls mit Dobl zur neuen Marktgemeinde Dobl-Zwaring zusammengelegt.

### Religionen
Wegen der verstreuten Lage der Dörfer ist das Gebiet auf vier katholische Pfarren aufgeteilt: Dobl, Hengsberg, Preding und Wundschuh.

## Politik

### Gemeinderat
Der Gemeinderat bestand aus 15 Mitgliedern und setzte sich seit der Gemeinderatswahl 2010 aus Mandaten der folgenden Parteien zusammen:
- 13 ÖVP – stellte den Bürgermeister und den Vizebürgermeister
- 2 SPÖ

### Bürgermeister
Bürgermeister war seit Jänner 1995 der Landtagsabgeordnete Ernst Gödl (ÖVP). Er war zum Zeitpunkt der Amtsübernahme 23 Jahre alt.
Bürgermeister seit der Gemeindezusammenlegung waren:
- 01/1968 – 10/1968: Johann Herzog
- 10/1968 – 01/1976: Martin Wagner
- 01/1976 – 09/1982: Johann Lenhardt
- 09/1982 – 09/1993: Siegfried Thomann
- 10/1993 – 12/1993: Johann Grundner
- 12/1993 – 12/1994: Johann Kainz
- 01/1995 – 12/2015: Ernst Gödl

### Wappen
Blasonierung:
„In Silber eine Vorne oben rechtwinkelig ausgenommene blaue Spitze, diese vorne von drei übereinander stehende grünen Ballen, unten von vier schräg gereihten Ballen begleitet.“
Erklärung: Die grünen Punkte im Wappen stehen für die einzelnen Ortschaften der Gemeinde, die durch ein blaues Symbol getrennt sind, das unseren Fluss kennzeichnet, die Kainach.

## Kultur und Sehenswürdigkeiten

### Bauwerke
- Das Schloss Pöls wurde erstmals 1244 als Zehenthof des Bischofs von Salzburg erwähnt. Ende des 16. Jahrhunderts wurde es zu einem Edelmannssitz ausgebaut, der in der Folgezeit häufig den Besitzer wechselte. Ende des 18. Jahrhunderts diente das Schloss schließlich als Brauerei, die allerdings schon 1801 wieder geschlossen wurde. Im Jahre 1840 war das Gut im Besitze der Familie von Saffran, zuletzt bis 1855 von Ludwig Freiherr von Saffran. Gut und Schloss Pöls wurden 1855 von Friederike, Herzogin von Oldenburg, verehelichte Freifrau von Washington nach ihrer Eheschließung mit Maximilian Emanuel von Washington, einem Verwandten des ersten Präsidenten der USA, George Washington, erworben. Die Familie beauftragte den Wiener Architekten Moritz Wappler mit grundlegenden Umbauarbeiten, die teilweise als „Bauten im Schweizerstyle“ ausgebildet wurden. Hervorgehoben wurde in einer zeitgenössischen Quelle der „Geflügelstall …, der nach den rationnellsten Prinzipien erbaut, mit Eier-, Brut- und Maststube versehen, Raum für circa 30 Racen verschiedener Hühner und Fasanen bietet, die ihren Auslauf zu den mit niedrigen Drahtgittern eingefriedeten Plätzen nach der Gartenseite haben.“ Weiters befand sich im Wirtschaftsbereich des Schlosses ein Luxuspferdestall.

Der Grundbesitz umfasste 108 ha Land und einige Hektar Pachtland.
Das Schloss Pöls wurde unter der Familie Washington zu einem landwirtschaftlichen Musterbetrieb. Max von Washington wurde in der zeitgenössischen Literatur als „eine der hervorragendsten Autoritäten Oesterreichs im Bereiche der Landwirthschaft und Züchter“ bezeichnet,
Der Betrieb hatte besonders bei der Geflügel-, Fisch-, Schweine- und Pferdezucht, aber auch bei der Arbeit mit landwirtschaftlichen Maschinen Vorbildwirkung. Bei seiner Krönung zum König von Ungarn 1876 ritt der österreichische Kaiser Franz Joseph I. auf einem Hengst aus dem Pölser Stall. Maximilian von Washington veranstaltete 1863 in Pöls die erste Landwirtschaftsausstellung der Steiermark.
Die Anlage des Schlossparks, dessen Gelände beim Erwerb 1855 fast kahl gewesen war, geht auf Friederike von Oldenburg zurück, die hierfür auch exotische Pflanzen wie Tulpenbaum, schlitzblättrige Buche, Blauglockenbaum und andere Gewächse pflanzen ließ. In späteren Jahren lag der Schwerpunkt auf der Geflügelzucht, in deren Rahmen auch ein umfangreicher Versand von Bruteiern dokumentiert ist.
In den Jahren 1870/71 war das Gut aus familiären Grunden in wirtschaftlichen Schwierigkeiten, konnte sich aber wieder davon erholen, blieb bis zum Tod von Friederike von Washington am 20. März 1891 in ihrem Besitz und ging dann an ihren Sohn George von Washington über. Anlässlich seiner zweiten Eheschließung mit Maria Kreuzig am 24. November 1924 übertrug George von Washington seinen gesamten Besitz (mit Ausnahme von kleinen Schenkungen an seine außereheliche Tochter Huberta von Hohenpriel) an seine Frau. Maria von Washington verkaufte das Schloss mitsamt dem Gutsbesitz 1928 an die Familie Freiherren von Allesch, in deren Eigentum es sich noch heute befindet. (H. Rößmann, Urenkel der Maria von Washington).

### Naturdenkmäler
Am 23. Juni 2003 wurde im Schlosspark von Pöls eine Riesenfichte (oder Riesentanne) entwurzelt, welche im Jahre 1856 von König Otto I. von Griechenland (Cousin von Kaiser Franz Joseph I. von Österreich – der Vater Ottos I. und die Mutter Franz Josephs waren Geschwister – und Schwager von Marie Friederike von Washington), anlässlich seines Besuches auf Schloss Pöls gemeinsam mit seiner Gemahlin Amalie (geb. Herzogin von Oldenburg und Schwester der Friederike von Washington), gepflanzt wurde und einen Stammumfang von fünf Metern hatte. (H. Rößmann – zitiert aus dem oberbayerischen Archiv/Band 131).

### Heilige Rinn’
Die „Heilige Rinn’“ ist eine Quelle in einem Waldgebiet im Süden der Gemeinde. Dem Wasser dieser Quelle werden besondere Kräfte nachgesagt, seit im 19. Jahrhundert ein fast blinder Holzknecht durch das Waschen seiner Augen mit diesem Wasser wieder besser zu sehen begonnen haben soll. Der Ort wurde in den Jahren 2001/02 restauriert und am 14. August 2006 durch den Pfarrer von Preding geweiht.

### Kulinarische Spezialitäten
Zwaring-Pöls stellte mehrere Weltrekordhalter im Kürbiskern-Putzen. Die Pölserin Hannelore Klement stellte 2002 mit 26,2 kg in einer Stunde einen neuen Weltrekord auf. Zweiter wurde ihr Ehemann Johann Klement. Ihre Nachbarin Rosa Pracher, die den Wettbewerb 1999 und 2001 gewonnen hatte, war ihren Vorgängerin als Weltrekordhalterin.

### Vereine
- Der MBC Köflach-Zwaring hat seinen Modellflugplatz in Zwaring.
- Reit- und Fahrclub Kainachtal Sitz am Reiterhof Pichler in Wuschan, Zwaring-Pöls

## Wirtschaft und Infrastruktur
Da in der Gemeinde kein Postamt bestand und die Ortschaften weit verstreut sind, gab es sieben verschiedene Postleitzahlen.

### Verkehr
Zwaring-Pöls liegt abseits der Hauptverkehrsstraßen, ist aber gut an das überregionale Straßennetz angebunden. Die Pyhrn Autobahn A 9 ist über die Anschlussstellen Wundschuh (197) und Wildon (202) zu erreichen. Die Süd Autobahn A 2 Richtung Klagenfurt ist über die Anschlussstelle Lieboch in etwa 8 km erreichbar. Hier besteht auch Zugang zur Radlpass Straße B 76 Richtung Deutschlandsberg.
Im Gebiet Zwaring-Pöls besteht kein Zugang zum Eisenbahnnetz. Die nächstgelegenen Bahnhöfe befinden sich in Kalsdorf und Werndorf mit Zugang zur Südbahn und stündlichen S-Bahn-Verbindungen Richtung Graz und Leibnitz sowie in Oisnitz-St. Josef mit Zugang zur Wieserbahn Lieboch – Wies der Graz-Köflacher Eisenbahn.
Der Flughafen Graz ist etwa zehn Kilometer entfernt.

### Ansässige Unternehmen
Im Gebiet befindet sich das Umspannwerk Kainachtal der Österreichischen Elektrizitätswirtschafts-AG.

## Persönlichkeiten

### Ehrenbürger
- Franz Sundl (1919–2002), Gemeindesekretär von 1945 bis 1979, Ehrenbürger seit 1979
- Ernst Haas, Vorreiter bei der Kainachregulierung, Ehrenbürger seit 1983
- Ramona Plöb, Mitarbeiterin im Gemeindeamt von 1968 bis 2000, Ehrenbürgerin seit 2000
- Siegfried Thomann, Bürgermeister von 1982 bis 1993, Ehrenbürger seit 2014
- Ernst Gödl, Bürgermeister von 1995 bis 2014, Ehrenbürger seit 2014

## Historische Landkarten

historische Landkarten zum Gebiet von Zwaring und Pöls
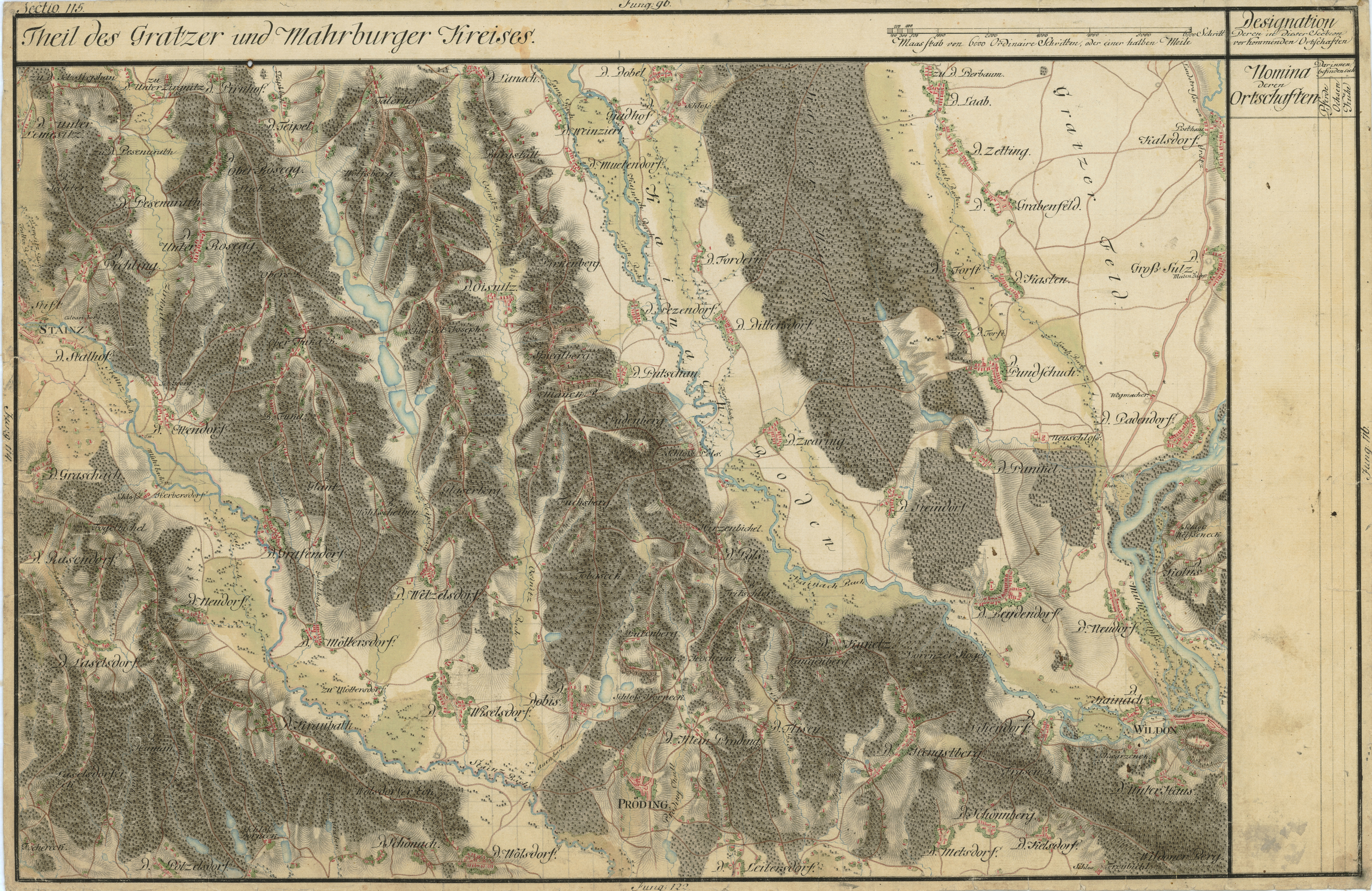
Fading als „D(orf) Fordern, Josephinische Landesaufnahme um 1790“
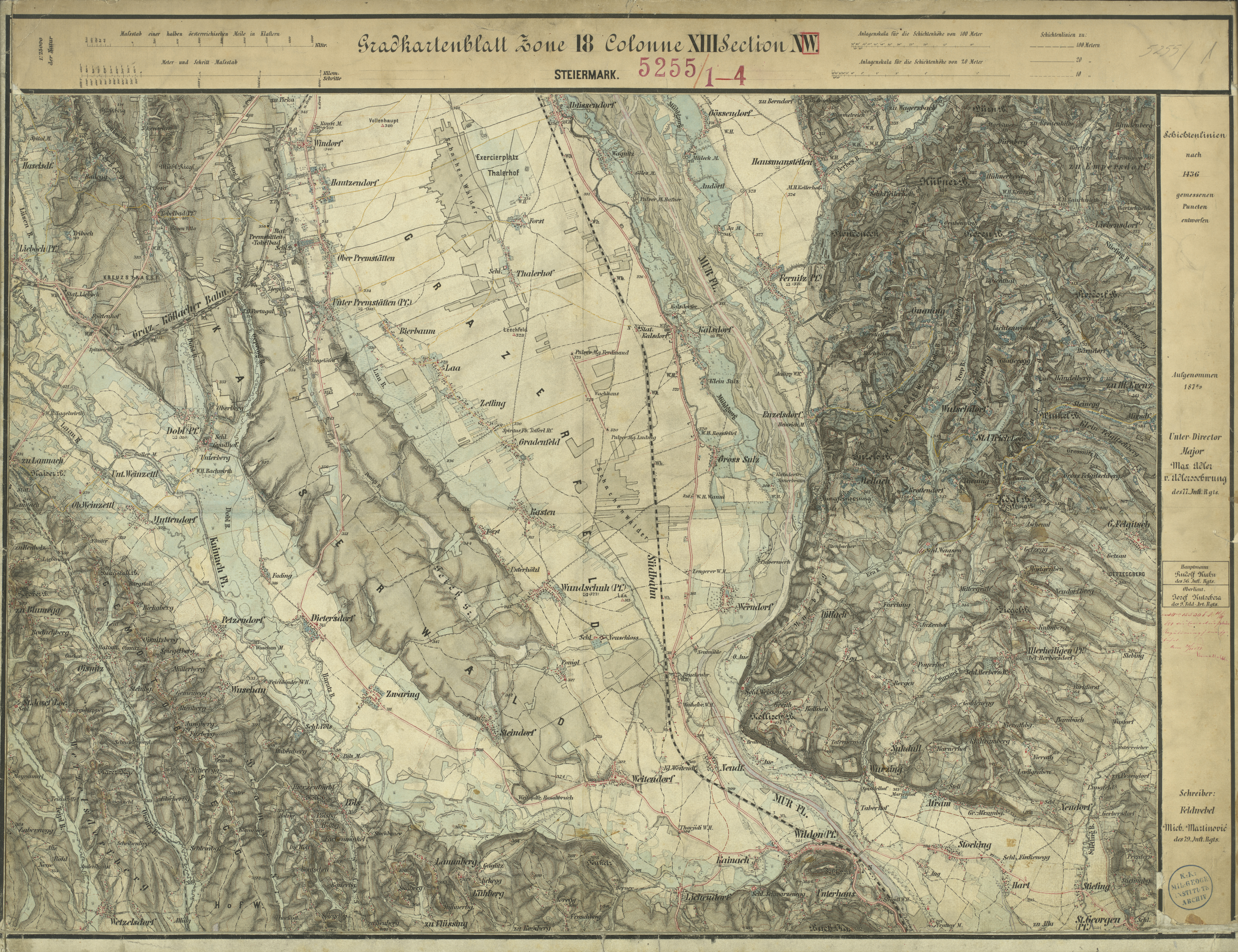
Zwaring und Pöls, Aufnahmeblatt der Franzisco-Josephinische Landesaufnahme um 1879
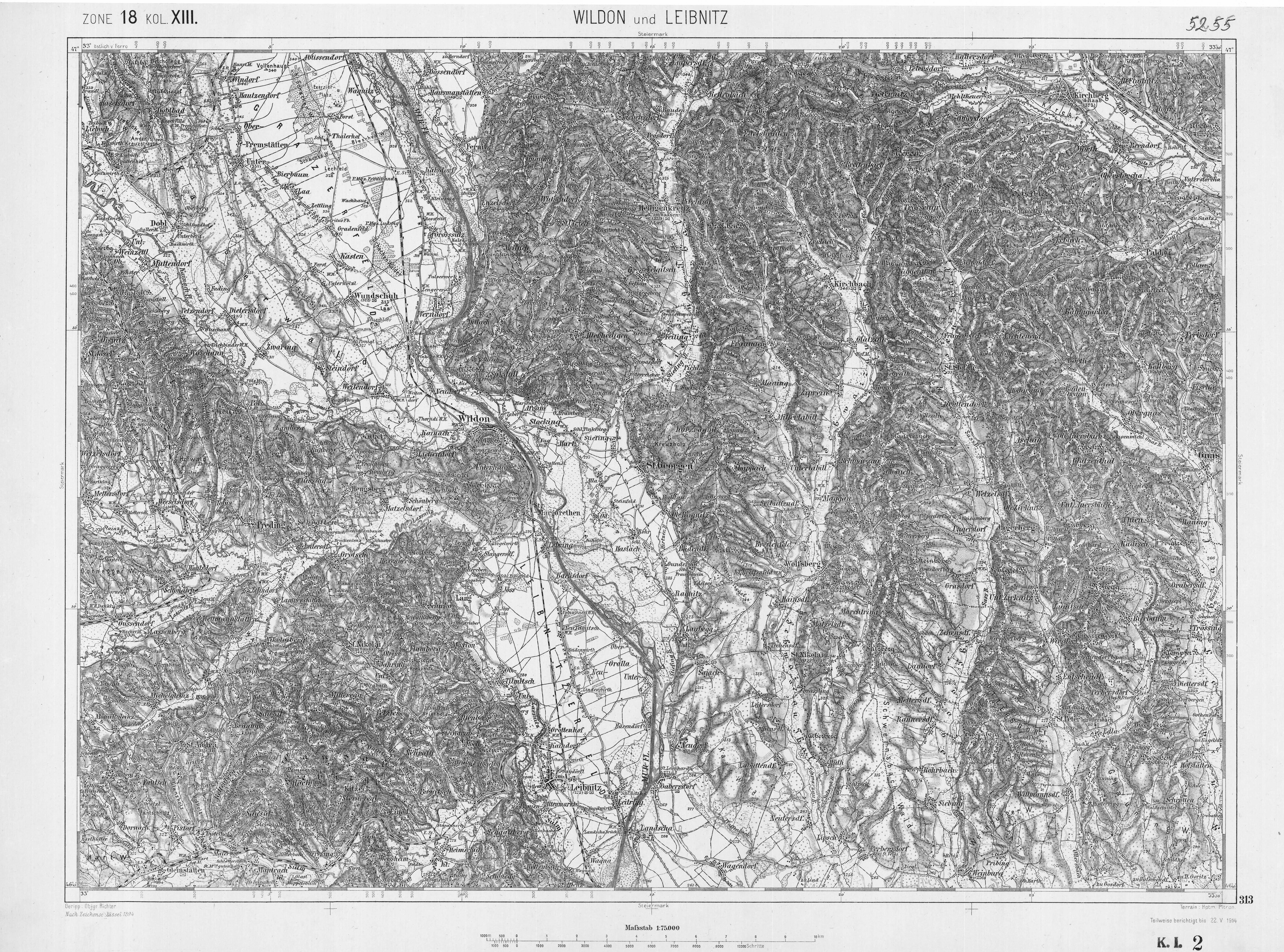
Franzisco-Josephinische Landesaufnahme um 1910 (links außen)